# Kolmi Hopen
Le Groupe Kolmi Hopen est une entreprise de la région angevine spécialisée sur les protections et le matériel d’hygiène jetables.

## Historique
L’activité Kolmi démarre avec une entreprise angevine fabriquant à partir des années 1920 du papier à cigarettes pour la marque Zig-zag. Cette activité de fabrication de papier à cigarettes s’arrête en 1986. Mais dès 1972, Kolmi devient aussi un fabricant de masques de protection à usage unique. En 1975, l’entreprise conçoit le premier masque non-tissé à usage unique. En 1999, Philippe Allard industrialise l’outil de production de Kolmi qui entre alors plus sereinement dans le XXIe siècle. En 2005, la société Hopen, créé par Gérald Heuliez, en 2003, fusionne avec Kolmi. Hopen était alors spécialisée dans la distribution de produits, à usage unique également, dédiés au secteur des industries et au monde de l’hygiène. 
Kolmi devient dans les années 2000 le premier fournisseur de masques chirurgicaux en France destinés aux blocs opératoires,,.
L’activité augmente de façon exceptionnelle en 2009, doublant presque par rapport à 2008, du fait de la pandémie de grippe H1N1.Au cours du premier semestre 2010, Un projet de construction d’une nouvelle usine est lancé pour accroître considérablement le parc machines et ainsi augmenter la capacité de production du Groupe Kolmi Hopen.
En 2011, le groupe canadien Medicom,  société de Montréal spécialisée également dans la fourniture d'équipements médicaux à usage unique, acquiert Kolmi Hopen qui devient sa base européenne,. Le nouveau site de production de  Saint-Barthélemy est inauguré en 2012.  En 2019, Kolmi Hopen lance une nouvelle gamme de produits pour le secteur médical, dentaire et dans l'équipement de protection. 
La pandémie de maladie à coronavirus de 2019-2020 fait à nouveau exploser la demande début 2020. L’usine embauche des salariés supplémentaires, et fait appel aux salariés en chômage technique des entreprises proches. Réquisitionnée par l’État, elle adopte un rythme de production de 7 jours sur 7 et de 24 heures sur 24, et consacre l'activité de ses ateliers à cinq références parmi la centaine qui composent habituellement son offre. Elle fait partie des quatre fabricants français de masques chirurgicaux, dont les besoins sont devenus importants, notamment pour les personnels de santé en France soignant les malades de la pandémie, et pour les autres professions indispensables,
Le président français, Emmanuel Macron, visite l’usine le 31 mars 2020.
Ce même groupe Kolmi-Hopen décide de répondre à un appel d'offres en 2021 pour concrétiser un projet d'usine de gants en nitrile à usage unique et investir sur un centre de production spécifique, la future usine ManiKHeir, sur le site d'une ancienne papeterie du groupe ArjoWiggins, à Bessé-sur-Braye en Sarthe. C'est la première usine en France de gants en nitrile à usage unique, qui étaient auparavant importés d'Asie. Ces gants en nitrile sont moins allergènes que ceux en latex,. Le début de la production des gants a débuté en Septembre 2023.
Afin de se renforcer sur le marché dentaire, Kolmi Hopen acquiert LOSER également en 2021, spécialiste du dentaire basé en Allemagne.
Kolmi Hopen, annonce le rachat de l’entreprise WeeSafe, spécialiste des vêtements de protection en 2022. Stratégique, cette opération complète l’approche globale du risque adoptée par Kolmi Hopen, dont l’objectif est de proposer une solution globale de protection, de la tête aux pieds, aux professionnels de l'industrie et de la santé.
À partir de septembre 2023, Kolmi Hopen SAS devient Medicom SAS. Ce changement s’inscrit dans la volonté de créer une entité européenne unifiée étroitement liée au groupe mondial, sous la bannière Medicom. En Europe, cela s’articulera autour de deux piliers forts : le dentaire d’un côté et le médical et l’industriel de l’autre. Désormais les segments européens médical et industriel seront portés par Medicom SAS, la nouvelle identité du Groupe Kolmi Hopen basé en France. Quant au segment dentaire européen il sera concentré et développé par Medicom GmbH, la nouvelle identité de Loser GmbH, entreprise basée en Allemagne acquise durant la pandémie.